# Chaetilia argentina
Chaetilia argentina is een pissebed uit de familie Chaetiliidae. De wetenschappelijke naam van de soort is voor het eerst geldig gepubliceerd in 1970 door Bastida & Torti.